# Wilson Alegre
Wilson Alegre est un footballeur angolais né le 22 juillet 1984 à Huambo. Il évolue au poste de gardien de but au Primeiro Agosto. 

## Carrière
- 2002-2004 : Boavista ( Portugal)
- 2004-2007 : Imortal ( Portugal)
- 2007-2008 : CD Portosantese ( Portugal)
- 2008-2009 : GD Chaves ( Portugal)
- 2009 : CR Caála ( Angola)
- 2010 : Primeiro Agosto ( Angola)
- 2011 : Petro Atlético ( Angola)
- 2012 : Primeiro Agosto ( Angola)